# 高価
| ウィキペディアには「高価」という見出しの百科事典記事はありません（タイトルに「高価」を含むページの一覧/「高価」で始まるページの一覧）。 代わりにウィクショナリーのページ「高価」が役に立つかもしれません。 |